# Verkamannafylkingin
Verkamannafylkingin (VMF, Arbejderunionen) var et venstreorienteret politisk parti på Færøerne. Det var dannet af misfornøjede Javnaðarflokkurin-vælgere fra fagbevægelsen. Partiet var repræsenteret i Lagtinget mellem lagtingsvalgene i 1994 og 1998. Ingeborg Vinther fra Verkamannafylkingin var det første kvindelige lagtingsmedlem valgt ind fra Suðuroy.

## Historie
Partiet fik over 2.400 stemmer i 1994, hvilket gav partiet tre mandater i Lagtinget, og Verkamannafylkingin blev Lagtingets femte største parti - større end veletablerede partier som fx  Sjálvstýrisflokkurin. Partiet fik regeringsmagt i en koalition bestående af fire partier med Edmund Joensen (Sambandsflokkurin) som lagmand, hvor Verkamannafylkingins minister Óli Jacobsen fik ansvar for handel, ressourcer, arbejdsmarkedspolitik, landbrug, forsikring og retspolitik. Jacobsen blev erstattet af Axel H. Nolsøe fra december 1995. Ved regeringsskiftet i juni 1996 fortsatte Joensen som lagmand, og Nolsøes ministerium blev indskrænket til at omfatte sager som relaterede til social, sundhed, arbejdsmarked, forsikring og retssystemet. Kristian Magnussen tog over som minister mellem oktober 1996 og marts 1998, og blev afløst af Óli Jacobsen, der sad fra marts til maj 1998.

### Ministre
- Óli Jacobsen, 1994–1995 og 1998
- Axel H. Nolsøe, 1995–1996
- Kristian Magnussen, 1996–1998

### Lagtingsmedlemmer
Alle fra 1994 til 1998.
- Óli Jacobsen, Eysturoy
- Karl Robert Johansen, Eysturoy (vicemedlem for Jacobsen, mens denne var minister)
- Kristian Magnussen, Suðurstreymoy
- Ingeborg Vinther, Suðuroy